# 袁鳳修
袁鳳修（1797年—？年），字五樓，湖北黃陂縣人，湖北監生捐納知縣。

## 生平
- 道光二十二年(1842年)五月選四川順慶府鄰水縣知縣[2][3][4]
- 道光二十五年三月，捐輸經費加二級[5]
- 咸豐二年九月開缺留省學習[6]
- 咸豐四年四月，補四川定遠縣知縣[7][8]，卒於官[9][10]。